# 浪館前田
浪館前田（なみだてまえだ）は青森市の地名である。一丁目から四丁目まで存在する。郵便番号は038-0024。

## 地理
青森市市街地のやや南寄りに位置する。北は西滝・久須志、東は千富町・金沢、南は大字浪館、西は大字浪館・大字三内・里見に接する。ほとんどが密集した住宅地であり、幹線道路沿いが商店街になっている。

## 歴史

### 沿革
- 1999(平成11)年11月22日 - 住居表示整備事業により、浪館前田一～三丁目が置かれる。
- 2000(平成12)年11月6日 - 住居表示整備事業により、浪館前田四丁目が置かれる。[4]

### 町名の変遷
| 実施後             | 実施年月日    | 実施前                                         |
| ------------------ | ------------- | ---------------------------------------------- |
| 浪館前田一・二丁目 | 1999年11月1日 | 西滝字富永、浪館字前田の各一部                 |
| 浪館前田三丁目     | 1999年11月1日 | 三内字里見、浪館字前田、同字平岡の各一部       |
| 浪館前田四丁目     | 2000年11月6日 | 浪館字前田・同字泉川の各一部、浪館字浅井の全部 |

## 世帯数と人口
2022年（令和4年）12月1日現在の世帯数と人口は以下の通りである。
| 町丁           | 世帯数    | 人口    |
| -------------- | --------- | ------- |
| 浪館前田一丁目 | 750世帯   | 1,428人 |
| 浪館前田二丁目 | 644世帯   | 1,330人 |
| 浪館前田三丁目 | 740世帯   | 1,532人 |
| 浪館前田四丁目 | 798世帯   | 1,597人 |
| 合計           | 2,932世帯 | 5,887人 |

## 小・中学校の学区
市立小・中学校に通う場合、学区は以下の通りとなる。
| 町名               | 番地 | 小学校             | 中学校             |
| ------------------ | ---- | ------------------ | ------------------ |
| 浪館前田一丁目     | 全部 | 青森市立浪館小学校 | －                 |
| 浪館前田一丁目     | 一部 | －                 | 青森市立古川中学校 |
| 浪館前田一丁目     | 一部 | －                 | 青森市立西中学校   |
| 浪館前田二・三丁目 | 全部 | 青森市立浪館小学校 | 青森市立西中学校   |
| 浪館前田四丁目     | 全部 | 青森市立泉川小学校 | 青森市立西中学校   |

## 交通

### 鉄道
域内に鉄道はない。

### 道路
- 浪館通り - 青森県道44号青森環状野内線。一・三丁目と四丁目の間を通る幹線道路。沿道は商店街となっている。

### バス
- 青森市営バス - P 浪館通り線 富永・浪館バス停がある。

## 主な施設
- 青森市立浪館小学校
- 若芽保育園